# Trichotosia
Trichotosia é um género botânico pertencente à família das orquídeas (Orchidaceae).

## Espécies
1. Trichotosia annulata Blume, Bijdr.: 343 (1825)
2. Trichotosia aporina (Hook.f.) Kraenzl. in H.G.A.Engler (ed.), Pflanzenr., IV, 50(50): 150 (1911)
3. Trichotosia atroferruginea (Schltr.) P.F.Hunt, Kew Bull. 24: 92 (1970)
4. Trichotosia aurea (Ridl.) Carr, Gard. Bull. Straits Settlem. 8: 99 (1935)
5. Trichotosia aureovestita J.J.Wood, Malesian Orchid J. 10: 97 (2012)
6. Trichotosia barbarossa (Rchb.f.) Kraenzl. in H.G.A.Engler (ed.), Pflanzenr., IV, 50(50): 143 (1911)
7. Trichotosia brachiata (J.J.Sm.) P.F.Hunt, Kew Bull. 26: 179 (1971)
8. Trichotosia brachybotrya (Schltr.) W.Kittr., Bot. Mus. Leafl. 30: 98 (1984 publ. 1985)
9. Trichotosia bracteata (Schltr.) P.F.Hunt, Kew Bull. 24: 92 (1970)
10. Trichotosia breviflora (Schltr.) Kraenzl. in H.G.A.Engler (ed.), Pflanzenr., IV, 50(50): 154 (1911)
11. Trichotosia brevipedunculata (Ames & C.Schweinf.) J.J.Wood in J.J.Wood & al., Pl. Mt. Kinabalu 2: 333 (1993)
12. Trichotosia brevirachis (J.J.Sm.) J.J.Wood in J.J.Wood & P.J.Cribb, Check-list Orchids Borneo: 222 (1994)
13. Trichotosia buruensis (J.J.Sm.) S.Thomas, Schuit. & de Vogel, Lindleyana 17: 57 (2002)
14. Trichotosia calvescens Ridl., Bull. Misc. Inform. Kew 1926: 85 (1926)
15. Trichotosia canaliculata (Blume) Kraenzl. in H.G.A.Engler (ed.), Pflanzenr., IV, 50(50): 155 (1911)
16. Trichotosia collina (Schltr.) P.F.Hunt, Kew Bull. 24: 92 (1970)
17. Trichotosia conifera (J.J.Sm.) J.J.Wood in J.J.Wood & P.J.Cribb, Check-list Orchids Borneo: 222 (1994)
18. Trichotosia dalatensis (Gagnep.) Seidenf., Opera Bot. 62: 15 (1982)
19. Trichotosia dasyphylla (C.S.P.Parish & Rchb.f.) Kraenzl. in H.G.A.Engler (ed.), Pflanzenr., IV, 50(50): 138 (1911)
20. Trichotosia dongfangensis X.H.Jin & L.P.Siu, Ann. Bot. Fenn. 41: 465 (2004)
21. Trichotosia ediensis (J.J.Sm.) P.F.Hunt, Kew Bull. 26: 279 (1971)
22. Trichotosia ferox Blume, Bijdr.: 342 (1825)
23. Trichotosia flexuosa (J.J.Sm.) P.F.Hunt, Kew Bull. 26: 179 (1971)
24. Trichotosia fractiflexa (Schltr.) P.F.Hunt, Kew Bull. 26: 279 (1971)
25. Trichotosia fusca (Blume) Kraenzl. in H.G.A.Engler (ed.), Pflanzenr., IV, 50(50): 145 (1911)
26. Trichotosia gautierensis (J.J.Sm.) P.F.Hunt, Kew Bull. 26: 179 (1971)
27. Trichotosia gjellerupii W.Kittr., Bot. Mus. Leafl. 30: 98 (1984 publ. 1985)
28. Trichotosia glabrifolia (J.J.Sm.) S.Thomas, Schuit. & de Vogel, Lindleyana 17: 57 (2002)
29. Trichotosia gowana (Schltr.) S.Thomas, Schuit. & de Vogel, Lindleyana 17: 57 (2002)
30. Trichotosia gracilis (Hook.f.) Kraenzl. in H.G.A.Engler (ed.), Pflanzenr., IV, 50(50): 143 (1911)
31. Trichotosia hapalostachys (Schltr.) W.Kittr., Bot. Mus. Leafl. 30: 98 (1984 publ. 1985)
32. Trichotosia hirsutipetala (Ames) Schuit. & de Vogel, Blumea 48: 513 (2003)
33. Trichotosia hispidissima (Ridl.) Kraenzl. in H.G.A.Engler (ed.), Pflanzenr., IV, 50(50): 136 (1911)
34. Trichotosia hypophaea (Schltr.) P.F.Hunt, Kew Bull. 26: 179 (1971)
35. Trichotosia indragiriensis (Schltr.) Kraenzl. in H.G.A.Engler (ed.), Pflanzenr., IV, 50(50): 144 (1911)
36. Trichotosia integra Ridl., J. Fed. Malay States Mus. 8(4): 104 (1917)
37. Trichotosia iodantha (Schltr.) P.F.Hunt, Kew Bull. 24: 92 (1970)
38. Trichotosia jejuna (J.J.Sm.) J.J.Wood in J.J.Wood & P.J.Cribb, Check-list Orchids Borneo: 223 (1994)
39. Trichotosia katherinae (A.D.Hawkes) P.F.Hunt, Kew Bull. 26: 280 (1971)
40. Trichotosia klabatensis (Schltr.) Kraenzl. in H.G.A.Engler (ed.), Pflanzenr., IV, 50(50): 145 (1911)
41. Trichotosia lacinulata (J.J.Sm.) Carr, Gard. Bull. Straits Settlem. 8: 101 (1935)
42. Trichotosia lagunensis (Ames) Schuit. & de Vogel, Blumea 48: 513 (2003)
43. Trichotosia latifolia (Blume) Seidenf., Opera Bot. 62: 72 (1982)
44. Trichotosia latifrons (J.J.Sm.) P.F.Hunt, Kew Bull. 26: 180 (1971)
45. Trichotosia lawiensis (J.J.Sm.) J.J.Wood in J.J.Wood & P.J.Cribb, Check-list Orchids Borneo: 223 (1994)
46. Trichotosia leytensis (Ames) Schuit. & de Vogel, Blumea 48: 513 (2003)
47. Trichotosia longissima Kraenzl., Bot. Jahrb. Syst. 44(101): 23 (1910)
48. Trichotosia malleimentum (J.J.Sm.) S.Thomas, Schuit. & de Vogel, Lindleyana 17: 58 (2002)
49. Trichotosia mansfeldiana (J.J.Sm.) P.F.Hunt, Kew Bull. 26: 180 (1971)
50. Trichotosia mcgregorii (Ames) Schuit. & de Vogel, Blumea 48: 513 (2003)
51. Trichotosia microbambusa Kraenzl., Bot. Jahrb. Syst. 44(101): 22 (1910)
52. Trichotosia microphylla Blume, Bijdr.: 343 (1825)
53. Trichotosia mollicaulis (Ames & C.Schweinf.) J.J.Wood in J.J.Wood & al., Pl. Mt. Kinabalu 2: 335 (1993)
54. Trichotosia molliflora (Schltr.) P.F.Hunt, Kew Bull. 26: 180 (1971)
55. Trichotosia mollis (Schltr.) Kraenzl. in H.G.A.Engler (ed.), Pflanzenr., IV, 50(50): 147 (1911)
56. Trichotosia odoardii Kraenzl., Bot. Jahrb. Syst. 44(101): 21 (1910)
57. Trichotosia oreodoxa (Schltr.) P.F.Hunt, Kew Bull. 24: 93 (1970)
58. Trichotosia paludosa (J.J.Sm.) Kraenzl. in H.G.A.Engler (ed.), Pflanzenr., IV, 50(50): 154 (1911)
59. Trichotosia pauciflora Blume, Bijdr.: 343 (1825)
60. Trichotosia pensilis (Ridl.) Kraenzl. in H.G.A.Engler (ed.), Pflanzenr., IV, 50(50): 146 (1911)
61. Trichotosia phaeotricha (Schltr.) Kraenzl. in H.G.A.Engler (ed.), Pflanzenr., IV, 50(50): 144 (1911)
62. Trichotosia pilosissima (Rolfe) J.J.Wood in J.J.Wood & al., Pl. Mt. Kinabalu 2: 336 (1993)
63. Trichotosia poculata (Ridl.) Kraenzl. in H.G.A.Engler (ed.), Pflanzenr., IV, 50(50): 142 (1911)
64. Trichotosia pulvinata (Lindl.) Kraenzl. in H.G.A.Engler (ed.), Pflanzenr., IV, 50(50): 138 (1911)
65. Trichotosia rotundifolia (Ridl.) Kraenzl. in H.G.A.Engler (ed.), Pflanzenr., IV, 50(50): 144 (1911)
66. Trichotosia rubiginosa (Blume) Kraenzl. in H.G.A.Engler (ed.), Pflanzenr., IV, 50(50): 155 (1911)
67. Trichotosia rufa (Schltr.) P.F.Hunt, Kew Bull. 24: 92 (1970)
68. Trichotosia salicifolia J.J.Wood, Malesian Orchid J. 10: 101 (2012)
69. Trichotosia sarawakensis Carr, Gard. Bull. Straits Settlem. 8: 100 (1935)
70. Trichotosia spathulata (J.J.Sm.) Kraenzl. in H.G.A.Engler (ed.), Pflanzenr., IV, 50(50): 140 (1911)
71. Trichotosia subsessilis (Schltr.) P.F.Hunt, Kew Bull. 26: 180 (1971)
72. Trichotosia teysmannii (J.J.Sm.) Kraenzl. in H.G.A.Engler (ed.), Pflanzenr., IV, 50(50): 145 (1911)
73. Trichotosia thomsenii (J.J.Sm.) P.F.Hunt, Kew Bull. 26: 180 (1971)
74. Trichotosia unguiculata (J.J.Sm.) Kraenzl. in H.G.A.Engler (ed.), Pflanzenr., IV, 50(50): 147 (1911)
75. Trichotosia uniflora (J.J.Wood) Schuit. & J.J.Wood, Orchids Sarawak: 428 (2001)
76. Trichotosia vanikorensis (Ames) P.J.Cribb & B.A.Lewis, Orchids Solomon Is.: 117 (1991)
77. Trichotosia velutina (Lodd. ex Lindl.) Kraenzl. in H.G.A.Engler (ed.), Pflanzenr., IV, 50(50): 140 (1911)
78. Trichotosia vestita (Wall. ex Lindl.) Kraenzl. in H.G.A.Engler (ed.), Pflanzenr., IV, 50(50): 151 (1911)
79. Trichotosia vulpina (Rchb.f.) Kraenzl. in H.G.A.Engler (ed.), Pflanzenr., IV, 50(50): 141 (1911)
80. Trichotosia xanthotricha (Schltr.) Kraenzl. in H.G.A.Engler (ed.), Pflanzenr., IV, 50(50): 149 (1911)